# Escuela romana de pintura

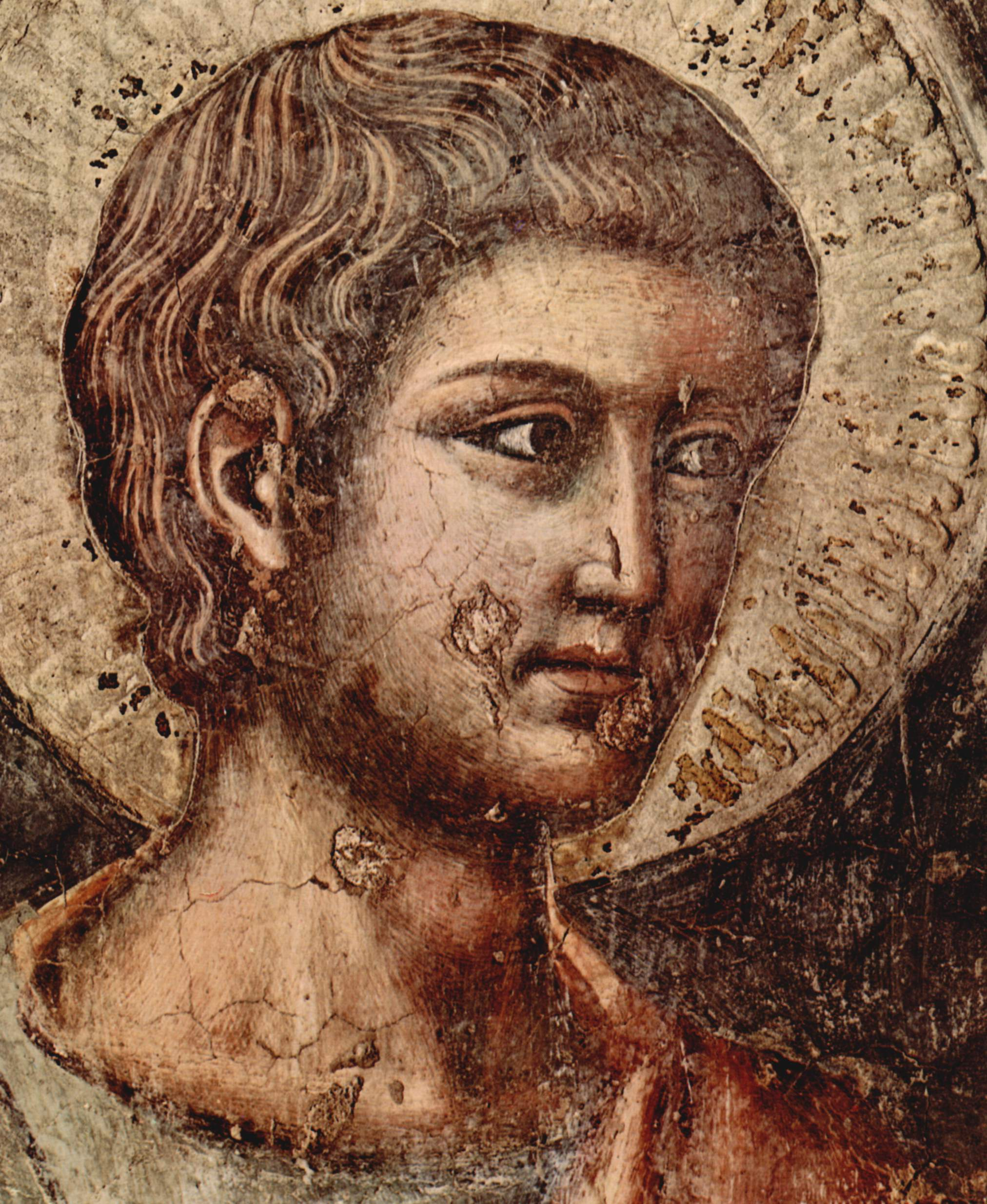
Pietro Cavallini, detalle del Juicio Universal de Santa Cecilia in Trastevere.

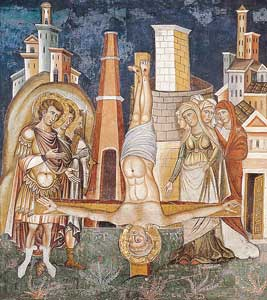
Crucifixión de San Pedro del Sancta Sanctorum del Palazzo Apostolico Lateranense.

Escuela romana es la denominación de una de las más importantes escuelas italianas de pintura, la que se desarrolló en Roma entre el Duecento (siglo XIII) y el Trecento (siglo XIV). Para el Renacimiento se suele hablar de escuela florentino-romana, mientras que en el siglo XX se denominó "escuela romana" a la escuela de la Via Cavour.
La escuela romana medieval fue revalorada en tiempos relativamente recientes, especialmente a partir de la restauración del ciclo del Sancta Sanctorum del Palazzo Apostolico Lateranense y con la nueva atribución de los frescos del ciclo de la vida de San Francisco (Storie di san Francesco) en la Basílica superior de Asís, que Vasari estableció como terminados por el florentino Giotto en 1296. 
Fue probablemente la primera escuela italiana en desarrollar, a partir de la superación del modelo bizantino, un lenguaje figurativo más humano y realista, incluso antes que las escuelas toscanas.
La minusvaloración de esta escuela hasta los estudios de Federico Zeri se debió a varias razones, entre las que destaca la escasez de los restos y la ausencia de una historiografía artística local capaz de exaltar a sus propios pioneros (como sí hicieron eficazmente otras ciudades, especialmente la Florencia de Vasari).
Entre los maestros de esta escuela están Pietro Cavallini, Jacopo Torriti y Filippo Rusuti.
Objeto de controversia todavía sigue siendo la relación entre los maestros romanos y los toscanos (Cimabue, Giotto). No ha quedado establecido cuál de las dos escuelas predomina en su influencia sobre la otra, y de cuál provinieron las innovaciones. Es probable que fueran los romanos, al disponer de un mayor número de pinturas y mosaicos tardoantiguos y de la Alta Edad Media en los que inspirarse, los primeros en estudiar nuevas formas de representación de la figura humana y del espacio, y que sin dilación lo hicieran también los toscanos. Tanto Cimabue como Giotto probablemente realizaron un viaje de aprendizaje a Roma en su juventud.
Fueron sobre todo las obras papales de la Basílica de San Francisco de Asís el punto de confrontación e intercambio entre artistas. El registri alti de la Basílica superior de Asís fue hecho en gran parte por la escuela romana, sobre todo por Torriti. Es objeto de controversia la atribución a una u otra escuela de las obras atribuidas al llamado Maestro de Isaac, tradicionalmente atribuidas al joven Giotto, y las del ciclo franciscano. Según los estudios de Zeri y Bruno Zanardi la principal mano sería Pietro Cavallini, a juzgar por el particular modo de extender las carnaciones que se aprecia en el Juicio Universal de la Basílica de Santa Cecilia en Trastevere. Por otra parte, los defensores de la atribución tradicional insisten en evidenciar cómo en ninguna obra anterior están presentes soluciones espaciales tan avanzadas como en el ciclo de San Francisco, y cómo vuelven a encontrarse en obras sucesivas de Giotto (como la cappella degli Scrovegni y otras). 
En todo caso, aunque los maestros romanos fueran artísticamente hijos de los todscanos, su escuela pictórica se mantuvo en vanguardia y fue capaz de soluciones avanzadas en el campo del mosaico. 
La actividad artística en Roma decayó inexorablemente con el traslado de la corte papal a Aviñón en 1309; no recuperándose hasta bien entrado el Quattrocento, momento en el que la contribución de los artistas locales fue escasa.